# Pardosa mysorensis
Pardosa mysorensis är en spindelart som först beskrevs av Benoy Krishna Tikader och Mukerji 1971.  Pardosa mysorensis ingår i släktet Pardosa och familjen vargspindlar. Inga underarter finns listade i Catalogue of Life.